# Grand Prix d'été de combiné nordique 2009
Navigation
2008 2010
L'édition 2009 du Grand Prix d'été de combiné nordique s'est déroulée du 8 au 15 août 2009, en quatre épreuves disputées sur quatre sites différents. Il a été remporté par l'Allemand Tino Edelmann.
Les épreuves ont commencé en Allemagne, à Hinterzarten, se sont poursuivies en Italie, à Val di Fiemme, puis à nouveau en Allemagne, en Bavière cette fois, à Oberstdorf, avant que de s'achever à Einsiedeln, en Suisse. Encore une fois aucune épreuve ne se déroule en Autriche. Chose rare, le vainqueur du classement général n'aura pas remporté d'épreuve ; mais il s'est classé deuxième de deux d'entre elles.
| \| Hinterzarten Val di Fiemme Oberstdorf Einsiedeln \| Les quatre sites de compétition |
| Hinterzarten Val di Fiemme Oberstdorf Einsiedeln                                       |

## Calendrier
| Date             | Type d'épreuve                      | Nombre de partants | Nombre de nations représentées | Vainqueur        | Deuxième         | Troisième         | Leader du Grand Prix |
| 1. Hinterzarten  |                                     |                    |                                |                  |                  |                   |                      |
| 8 août 2009      | Épreuve individuelle HS 108 / 10 km | 48                 | 13                             | Ronny Heer       | Jonathan Felisaz | Eric Frenzel      | Ronny Heer           |
| 2. Val di Fiemme |                                     |                    |                                |                  |                  |                   |                      |
| 10 août 2009     | Épreuve individuelle HS 134 / 10 km | 51                 | 12                             | Christoph Bieler | Jonathan Felisaz | Mario Stecher     |                      |
| 3. Oberstdorf    |                                     |                    |                                |                  |                  |                   |                      |
| 13 août 2009     | Épreuve individuelle HS 137 / 10 km | 45                 | 13                             | Björn Kircheisen | Tino Edelmann    | Johannes Rydzek   |                      |
| 4. Einsiedeln    |                                     |                    |                                |                  |                  |                   |                      |
| 15 août 2009     | Épreuve individuelle HS 117 / 10 km | 43                 | 12                             | Ronny Heer       | Tino Edelmann    | Alessandro Pittin | Tino Edelmann        |

## Classement
| Rang | Athlète             | Points |
| ---- | ------------------- | ------ |
| 1.   | Tino Edelmann       | 260    |
| 2.   | Jonathan Felisaz    | 218    |
| 3.   | Ronny Heer          | 216    |
| 4.   | Björn Kircheisen    | 165    |
| 5.   | Johannes Rydzek     | 139    |
| 6.   | Alessandro Pittin   | 132    |
| 7.   | Miroslav Dvořák     | 130    |
| 7.   | François Braud      | 130    |
| 9.   | Jason Lamy Chappuis | 107    |
| 10.  | Joel Bieri (de)     | 104    |